# Contea di Xainza
Xainza   (申扎縣T; 申扎县S; Shēnzhā XiànP) è una contea cinese della prefettura di Nagchu nella Regione Autonoma del Tibet. Il capoluogo è la città di Xainza. Nel 1999 la contea contava 16.190 abitanti per una superficie totale di 25546 km².

## Città
Nella contea vi sono otto città (divise a loro volta in 73 villaggi).
- Xainza (申扎镇)
- Xiongmei(雄梅镇)
- Ta'erma (塔尔玛乡)
- Bazha (巴扎乡)
- Qia (恰乡)
- Xiaguo (下过乡)
- Maiba (买巴乡)
- Mayue (马跃乡)